# Сидар, Хаим
Хаим Сидар (ивр. חיים סידר‎, англ. Howard Chaim Cedar; род. 12 января 1943, Нью-Йорк) — израильский учёный, член Израильской академии естественных и гуманитарных наук (с 2003 года) и Национальной академии наук США (с 2022 года), лауреат Премии Израиля и премии Вольфа. Труды в основном посвящены биохимии, в том числе метилированию ДНК. Отец Йосефа Сидара — израильского кинорежиссёра и сценариста.

## Биография
Говард Сидар родился в Нью-Йорке в 1943 году. Получил степень бакалавра наук по математике в Массачусетского технологического университета, продолжил обучение в Нью-Йоркском университете, где к 1970 году получил степени доктора медицины и доктора философии в области микробиологии под научным руководством Джеймса Шварца. В рамках постдоктората вёл научные исследования в Нью-Йоркском университете под руководством Эрика Кандела, а затем в Национальных институтах здравоохранения под руководством Гэри Фелсенфелда.
В 1973 году Сидар репатриировался в Израиль. Он стал преподавателем Еврейского университета в Иерусалиме, в 1981 году получив профессорское звание. В дальнейшем трое его студентов получили престижную премию молодым учёным в области генетической инженерии и науки (англ. GE & Science Prize) как авторы лучших докторских диссертаций. У Хаима Сидара и его жены Ципоры шестеро детей (в том числе известный израильский кинорежиссёр Йосеф Сидар) и более 20 внуков.
Хаим Сидар — член EMBO с 1982 и Израильской академии естественных и гуманитарных наук с 2003 года. В 2022 году избран членом Национальной академии наук США.

## Вклад в науку
Исследования Сидара и Аарона Разина в области метилирования ДНК в функционировании высших организмов способствовали прогрессу в понимании процессов биологического развития, контроля экспрессии генов, эпигенетики и раковых заболеваний. Уже их первые эксперименты помогли определить схемы метилирования ДНК и его корреляцию с подавлением экспрессии генов. После этого им удалось связать схемы метилирования ДНК с процессами запуска модификаций гистонов, связываемых с инактивацией генов. Они также продемонстрировали, как схемы метилирования ДНК закладываются, стираются и восстанавливаются в сперме, ооцитах и на ранних стадиях развития эмбриона. С их исследованиями связана одна из последних важных тем в изучении рака — маркированным повторным метилированием клеток ДНК. Понимание процессов запуска и остановки метилирования ДНК, таким образом, может стать шагом к успешному лечению рака и других болезней.

## Награды
Среди наград Хаима Сидара:
- 1979 — Премия Хестрина по биохимии[6]
- 1991 — лучший учёный-исследователь Еврейского университета[1]
- 1999 — Премия Израиля[7]
- 2008 — Премия Вольфа по медицине совместно с Аароном Разином «за их фундаментальный вклад в понимание роли метилирования ДНК в контроле экспрессии генов»[5]
- 2009 — Премия ЭМЕТ[3]
- 2011 — Международная премия Гайрднера совместно с Аароном Разином и Эдрианом Бёрдом «за его основополагающие открытия в области метилирования ДНК и его роли в экспрессии генов»[1]
- 2012 — Премия Ротшильда[3]
- 2016 — Премия Луизы Гросс Хорвиц[3]
- 2016 — Премия «Боней Цион»[8]